# Grebenișu de Câmpie
Grebenișu de Câmpie é uma comuna romena localizada no distrito de Mureș, na região histórica da Transilvânia. A comuna possui uma área de 28.03 km² e sua população era de 1637 habitantes segundo o censo de 2007.